# داميان ستيل
داميان ستيل (بالإنجليزية: Damian Steele)‏ هو مصارع هاوي أمريكي، ولد في 1975 في ترنتون في الولايات المتحدة، وتوفي في 22 يوليو 2009 في سميرنا في الولايات المتحدة بسبب نوبة قلبية.

## روابط خارجية
- داميان ستيل على موقع CageMatch worker (الإنجليزية)